# Phare Bahía Porvenir
Le phare Bahía Porvenir est un phare situé en Terre de Feu sur la baie de Porvenir au Chili.
Positionné à l’entrée de la baie éponyme, il guide principalement les ferries qui effectuent la liaison entre Porvenir et Punta Arenas ainsi que les bateaux de pêche.